# 群魔
《群魔》（羅馬化：Bésy）係俄國作家陀思妥耶夫斯基的長篇小說，另譯為《附魔者》，發表於1872年左右，有上下兩部。它被认为是自陀思妥耶夫斯基从西伯利亚的流放中返回后写作的四部作品之一，另外三部是《罪与罚》、《白痴》和《卡拉马佐夫兄弟》。此书是对当时俄国社会和政治的讽刺，是心理学剧本，也是一部宏大的悲剧作品。

## 概要
小说的背景设置在1860年代的俄国，陀思妥耶夫斯基描述了当时在俄国盛行的政治和道德虚无主义可能带来的灾难后果。书中，一个虚构的城镇因为野心家彼得·韦尔霍文斯基组织的一场未遂革命而成为焦点。而神秘的贵族形象尼古拉·斯塔夫罗金则是韦尔霍文斯基在道德方面的对应者，他对书中各角色的心灵与思想都造成了重要的影响。受西方影响的，理想主义的1840一代则由书中的斯捷潘·特罗菲莫维奇·韦尔霍文斯基所代表（他是彼得·韦尔霍文斯基的父亲，也是尼古拉·斯塔夫罗金童年时的老师）。陀思妥耶夫斯基暗示，自由主义思想影响下的斯捷潘一代正是这个混乱、无助时代的帮凶。“群魔”占据了这个虚构的城镇。

## 创作背景

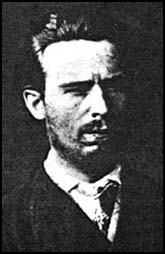
谢尔盖·涅恰耶夫

1860年代末，俄国社会动荡不堪，由学生团体发起的自由主义、社会主义运动此起彼伏。1869年，陀思妥耶夫斯基准备构思一本“小册子小说”来针对这种激进主义。他注意到由年轻的谢尔盖·涅恰耶夫组织的运动团体，特别是他们组织的谋杀事件——在莫斯科的彼得罗夫斯卡亚农业学院谋杀前团体成员伊万·伊万诺夫。陀思妥耶夫斯基最初从该校的学生，伊万诺夫的妹夫那里听说到这个事件。陀思妥耶夫斯基对这位叙述者所持有的反激进主义，以及认为只有东正教和罗曼诺夫王朝才是俄罗斯的命运指引的说法抱有兴趣。他为这起由涅恰耶夫思想蛊惑的谋杀案感到震惊，并决定为“这时代最重要的问题”写一部政治小说。在此之前，陀思妥耶夫斯基正在写一本哲学小说（标题是“一个伟大罪人的一生”），他在这本书中探讨了由无神论思想引起的心理与道德影响。随后，他把对当下政治的感想与正在写作的哲学小说结合成了一部更宏大的作品，也即《群魔》。随着写作的进展，自由主义和虚无主义逐渐退居次位，因为此时陀思妥耶夫斯基开始更多的关注非道德主义——以及为此而在书中创作的角色，有着超凡魅力的贵族人物尼古拉·斯塔夫罗金。
尽管当时的俄国已存在大量针对激进主义思想与行动的讽刺和攻击，但《群魔》与这些反虚无主义作品不同，那些作品把虚无主义者描述为在一个非黑即白的道德世界中自私自利、满嘴谎言的恶棍。在陀思妥耶夫斯基的作品中，虚无主义者有着与常人一样的弱点，他们对世界的观念是幼稚、理想化的，并对此充满怀疑与破坏欲。在想象涅恰耶夫对谋杀的编排时，陀思妥耶夫斯基尝试“描述多种多样、五花八门的动机，那些甚至能够诱使最纯洁的心灵、最无辜的常人去犯下滔天罪行的源泉”。在《作家日记》中，陀思妥耶夫斯基比较了自己年轻时的思想与社会当前的潮流，他认为自己年轻时也曾可能会去追随涅恰耶夫式的人物。早年的陀思妥耶夫斯基是激进组织彼得拉舍夫斯基小组的成员，为此他受到了逮捕并被流放至西伯利亚的监狱。他积极的参与了由该组织部分成员组成的秘密革命社团，这个社团的创建者兼领袖是贵族尼古拉·斯佩什涅夫，许多评论认为他在很多方面是书中主角斯塔夫罗金的原型。

## 书名来源

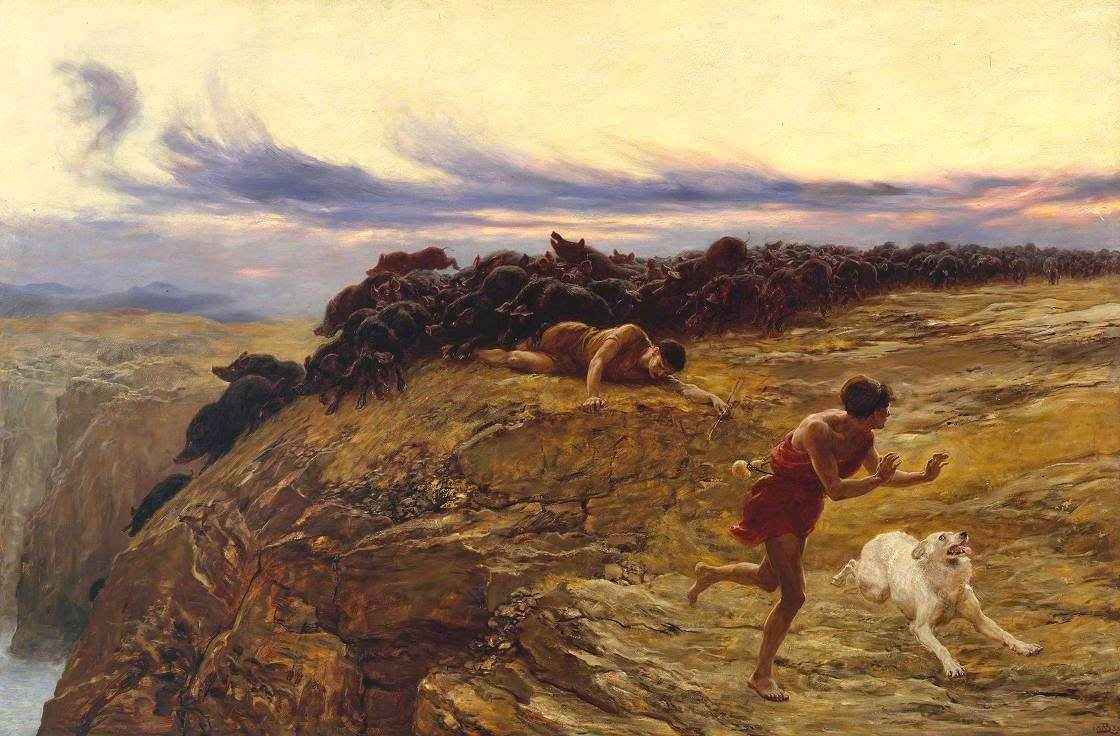
群魔从人体内飞出，进入猪群，并跃入大海 (The Miracle of the Gaderene Swine, Briton Riviere, 1883)

《群魔》的书名来自马可福音 5:1-20，当时耶稣和门徒来到格拉森镇，撞见一个被魔鬼附身的人。
5:1	他们来到海那边，格拉森人的地方。
5:2	耶稣一下船，就有一个被污鬼附着的人从坟茔里出来迎着他。
5:3	那人常住在坟茔里，没有人能捆住他，就是用铁链也不能。
5:4	因为人屡次用脚镣和铁链捆锁他，铁链竟被他挣断了，脚镣也被他弄碎了。总没有人能制伏他。
5:5	他昼夜常在坟茔里和山中喊叫，又用石头砍自己。
5:6	他远远的看见耶稣，就跑过去拜他。
5:7	大声呼叫说：至高神的儿子耶稣，我与你有甚么相干。我指着神恳求你，不要叫我受苦。
5:8	是因耶稣曾吩咐他说：污鬼啊，从这人身上出来吧。
5:9	耶稣问他说：你名叫甚么？回答说：我名叫群，因为我们多的缘故。
5:10	鬼就再三的求耶稣，不要叫他们离开那地方。
5:11	在那里山坡上，有一大群猪吃食。
5:12	鬼就央求耶稣说，求你打发我们往猪群里附着猪去。
5:13	耶稣准了他们。污鬼就出来，进入猪里去。于是那群猪闯下山崖，投在海里淹死了。猪的数目约有二千。
5:14	放猪的就逃跑了，去告诉城里和乡下的人。众人就来要看是甚么事。
5:15	他们来到耶稣那里，看见那被鬼附着的人，就是从前被群鬼所附的。坐着穿上衣服，心里明白过来，他们就害怕。
5:16	看见这事的，便将鬼附之人所遇见的和那群猪的事都告诉了众人。
5:17 众人就央求耶稣离开他们的境界。
5:18 耶稣上船的时后，那从前被鬼附着的人，恳求和耶稣同在。
5:19 耶稣不许，却对他说，你回家去，到你的亲属那里，将主为你所作的，是何等大的事，是怎样怜悯你，都告诉他们。

5:20 那人就走了，在低加波利，传扬耶稣为他作了何等大的事，众人都希奇。
对陀思妥耶夫斯基而言，“思想”是一种危险的力量，它能引诱个人的意识并使之屈服。特别是对于那些远离家园传统的人，这种力量的驱使尤为明显。翻译家理查德·佩維爾 (Richard Pevear) 评论道，群魔是“各种从西方流入俄国的主义：唯心主义、理性主义、经验主义、唯物主义、功利主义、实证主义、社会主义、无政府主义、虚无主义，以及在所有这些主义背后的——无神论思想。”这种趋势的反抗者（由书中的伊凡·沙托夫表述）认为，真正的俄国文化应当建立在俄国人民传统的精神与信仰之上，但即便是这种观点，它也不过是一种对于找回失去的某种事物的理想化表达而已，它只能为无数的主义再添软弱无力的一笔。
在写给朋友阿波罗·梅科夫的信中，陀思妥耶夫斯基暗示了此书标题的灵感来自路加福音中耶稣在格拉森镇的驱魔事件：“我们国家在发生着同样的事，群魔正从俄国人体内飞出冲入猪群...它们会淹死的，然后这些脱离了群魔的人就能痊愈，就像他们坐在耶稣脚下一样。”这部分圣经引文被用在了书中，在书的结尾，陀思妥耶夫斯基借临终的斯捷潘之口表达了群魔与俄罗斯民族的关联。

## 叙述视角
本书的叙述者是故事中的一个次要角色：安东·拉夫连季耶维奇，他是斯捷潘·韦尔霍文斯基的亲密好友。这位叙述者年轻、正直、有教养和同情心，作为当地的一名公务员，他想记录下这个小镇发生的种种怪诞事件。尽管只是个次要角色，但安东似乎对书中各个角色和事件都有极其密切的了解，这种叙述方式类似于无所不知的第三人称。根据约瑟夫·弗兰克的说法，这种叙述方式允许陀思妥耶夫斯基“不被这个充满流言、猜想和丑闻的故事背景所影响，精准的描绘主要角色的行为与想法，就像是希腊合唱团的表演一样。”
叙述者的声音机敏而不时带有讽刺意味，并且偶尔会从心理学角度分析情节。但这种声音并非一直存在，有时它似乎完全消失在了剧幕背后。书中的大部分情节都是由角色的对话、互动、暗示和解释来推动的，叙述者对故事的讲述只占了一小部分。在《陀思妥耶夫斯基的诗学问题》中，俄国哲学家和文学理论家米哈伊尔·巴赫京将陀思妥耶夫斯基的这种叙事手法称为复调，也就是使用多元的“声音观点”来塑造一个角色，并在人物的相互关系中不停地宣称和定义他们。在此意义上，本书的叙述者就成为了用于表达各种观点的代理人，他自己的意见则被交织在了这些纷杂的观点之中。

## 主题

### 信仰与无神论
在写给梅科夫的信中，陀思妥耶夫斯基提到，《群魔》的主旨是“那些不时折磨着我的问题中的首要一个：上帝的存在。”书中大部分情节都围绕着这个问题展开，并且多数角色的言词与行为也都与他们对此问题所持的立场紧密关联。
陀思妥耶夫斯基将无神论视为俄国社会问题的根源。他在后来寄给梅科夫的信中说，“一个人如果背离了他的人民，抛弃了他的民族根基，那么他也就失去了对他的祖先、他的上帝的信仰。”也是在这封信中，他提到了书中的角色斯塔夫罗金和斯捷潘·维尔霍文斯基，并将俄罗斯民族比作被耶稣治愈的附魔者。在书中，俄罗斯人失去了他们对民族的真正认同（对陀思妥耶夫斯基而言，这种认同等同于对东正教的信仰），并试图借用西方的各种思想潮流来填补这种信仰的空虚。这两个角色，其一为教师，另一为魅力人物，他们对周围的群众造成了巨大影响——正如圣经中的比喻：群魔进入了猪群。直到最后，伴随着对错误的认知，他们才有了得到救赎的机会——吉洪提出让斯塔夫罗金作为基督徒修行（斯塔夫罗金拒绝了），而斯捷潘则走向了他的死亡。
斯塔夫罗金不愿相信上帝，他是理性、聪明、独立而自私的，但即使在斯捷潘老师的过度感染下，他自童年以来对精神的渴望以及感性的热枕却也从未离开过他。他不受恐惧和道德的约束，他的生活逐渐成为了一场以自我为中心的实验，他为摆脱厌倦而冷漠的追求着无谓的事物。斯塔夫罗金心理的矛盾非常明显的体现在他与吉洪的对话部分，在这里，我们才仅有的窥见了他内心的真实状态。在这次对话中，斯塔夫罗金的言语在理性、镇定的世俗声音与脆弱、忏悔的受难灵魂之间来回转换。
书中的许多其他角色都受到了斯塔夫罗金这种双重心理的影响。虚无主义者彼得·维尔霍文斯基沉醉于斯塔夫罗金憎恨世界、抛弃道德、渴望权力的一面，而沙托夫则被他强烈的忧郁所感染。斯塔夫罗金关于基督作为最高理想的论断将沙托夫“从死亡中惊醒”，然而他说服了沙托夫，却始终没有说服自己。相反，基里洛夫则深陷于斯塔夫罗金的无神论讲道——至高无上的不是上帝，而是人的意志——他决定以自杀殉道，借此将全人类从神秘恐惧的束缚中解放出来。但斯塔夫罗金本人甚至也不相信自己的无神论，而且正如沙托夫和吉洪所注意到的那样，出于自我折磨和逃避真理的愿望，他一步步的陷入了邪恶的黑暗深渊。基里洛夫将斯塔夫罗金的矛盾概括如下：“如果斯塔夫罗金信仰上帝，他又不相信他信仰上帝。如果他不信仰上帝，他又不相信他不信仰上帝。”

### 自杀
陀思妥耶夫斯基将俄国彼时不断上升的自杀率归结为民众信仰的日渐衰微，以及由此而来的社会影响，例如家庭解体造成的后果。由无神论或不可知论带来的自我毁灭倾向贯穿了整部文本，并且它也是题词里，圣经中猪群隐喻的指代对象。
除了主要由书中角色基里洛夫所阐述的相关对话外，书中还有另外四处对自杀的描写。第一处由本书的叙述者以轶事的形式讲述，这个小故事的主角是一个品行良好的小伙子，家里人托付给他一大笔钱，他却在几天内将其挥霍一空。随后，这个年轻人回到酒店，礼貌的向服务生点了一瓶红酒，写了一张便条，然后朝自己的心脏开了一枪。
第一个与情节相关的自杀者是基里洛夫。作为一位自杀研究者，基里洛夫在进行了几场对话后（分别是与本书的叙述者，斯塔夫罗金，以及彼得·维尔霍文斯基）选择将他的理念付诸实践。对他而言，有两类人会选择自杀：首先是被突如其来的强烈情绪所压倒的人，其次是那些经过了深思熟虑的人。他认为，如果我们抛弃两个与生俱来的认知，也即对痛苦和对来世的恐惧，那么每个人都会在深思熟虑之后选择自杀。“上帝”，他说，“就是因怕死而引起的疼痛。谁能战胜疼痛与恐惧，谁就将成为上帝。”在基里洛夫的想法里，他自己就是那个主宰着自己死亡的人，他将会展现出人类对痛苦和恐惧的超越，然后将全人类从发明一个上帝的需求中解脱。
小说末尾斯塔夫罗金自杀只有结合本书被删减的部分才能得到完全理解。只有在与吉洪的对话中，斯塔夫罗金的巨大罪行，他的荒芜内心，他“圣神的，先于尼采的对善恶边界的超越尝试”才显现在我们眼前。尽管看似“疯狂”，但本书叙述者却着重强调了这场自杀的“理性”一面。过程的迅速，遗书的精炼，以及随后有关斯塔夫罗金精神状态的医学意见，这一切都排除了疯狂的可能性，都显示出他在这场行为中的“理性”。
本书最后一次自杀是斯塔夫罗金在忏悔信中提到的小女孩马特廖沙。她与斯塔夫罗金相遇后，她告诉母亲她“杀了上帝”。而当她上吊自杀时，斯塔夫罗金就在隔壁，他知道她在做什么。

## 軼事
陀思妥耶夫斯基一直视社會主義為洪水猛獸。翻译家理查德·佩維爾 (Richard Pevear) 曾為《群魔》一書作序。根據理佩維爾的説法，陀思妥耶夫斯基曾透过不幸的文學晚會（ill-fated literary gala）上對最後一位讀者的描述預示了後來於1917年奪權的著名革命家弗拉迪米爾·列寧的出現，他這樣説道：「一個大約四十歲的人，前後禿頂，有淺灰色的小鬍子，他……不停地舉起拳頭舉過頭頂，然後向下揮拳，彷彿要把某個對手碾成灰燼。」

## 中譯本
孟祥森譯《附魔者》於1979年由台灣的遠景出版社出版。
南江译《群魔》於1983年由人民文学出版社出版。
娄自良譯《鬼》於2001年由上海译文出版社出版。
臧仲伦譯《群魔》於2002年由译林出版社出版。
冯昭玙译《群魔》於2010年由河北教育出版社出版。
李春雨译《群魔》於2025年由译林出版社出版。

## 外部連結
- «Бесы» в проекте «Федор Михайлович Достоевский. Антология жизни и творчества» （页面存档备份，存于）
- Первая прижизненная журнальная публикация в «Русском вестнике» М. Каткова (1871—1872) （页面存档备份，存于）
- Отдельное прижизненное издание Бесы. Роман Федора Достоевского. В трех частях. СПб.: Тип. К. Замысловского, 1873. Ч. I. 294 с. （页面存档备份，存于） Ч. II. 358 с. （页面存档备份，存于） Ч. III. 311 с. （页面存档备份，存于）
- У Тихона, ненапечатанная глава была набрана для журнала Русский Вестник, но исключена цензурой из-за сцены растления Ставрогиным малолетней девочки. （页面存档备份，存于）